# Frans Hemsterhuis
Frans Hemsterhuis (født 27. december 1721 i Franeker, død 7. juli 1790 i Haag) var en hollandsk statsmand og filosof. Han var søn af Tiberius Hemsterhuis. 
Som filosof var Hemsterhuis ikke selvstændig, men optog tanker fra mange forskellige sider. Han var en skarp modstander af tidens materialisme. Hans definition af det skønne som det, der i den korteste tid kan give os den største mangfoldighed af forestillinger, fandt Goethes anerkendelse. Han skrev på fransk. Hans Œuvres er udgivet i 2 bind 1792, i en ny fuldstændigere udgave i 3 bind 1846—50.